# Fender Vibroverb
Model Fender Vibroverb je gitarsko cijevno pojačalo kojeg je Fender proizvodio tijekom 1963. i 1964. godine. To je bio prvi Fenderov model pojačala koji je imao ugrađene potove na kontrolnoj ploči za efekte reverb i vibrato, što je kasnije postala standardna značajka mnogim drugim cijevnim modelima tijekom '60-ih, i '70-ih godina.

## Izgled

#### Brownface
Tipičnu primjenu smeđe toleks tkanine Fender je započeo još 1959. godine s oblaganjem kabineta modela pojačala, odnosno primjenom i za zaštitnu masku prednjice zvučnika. Model Fender Vibroverb proizveden je u veljači 1963. godine s originalnim 6G16 elektroničkim krugom, koji se također ugradio i u model Fender Vibrolux. Identične zvučnike i izlazni transformator nalazimo i u modelu Fender Super pojačala.  
| Karakteristike        | Karakteristike                                                  |
| --------------------- | --------------------------------------------------------------- |
| Cijevi u pojačalu     | dvije 6L6GC                                                     |
| Cijevi u pretpojačalu | normal, bright i recovery: 7025.; reverb i tremolo: cijev 12AX7 |
| Dostupan              | kombo                                                           |
| Efektivna snaga       | 40 W                                                            |
| Efekti                | tremolo i eho                                                   |
| Kanali                | 2 (normal i bright)                                             |
| Zvučnik               | 2 x 10", otpora 4 Ω, model Oxford 10K6                          |
| Ispravljač            | GZ34 / 5AR4                                                     |

#### Blackface
S nekoliko novih, ili većih izmjena na već postojećim blackface modelima Fender je u jesen 1963. godine obnovio cijelu liniju pojačala. Tako redom, Fender Super model osvježen je s dva 10" zvučnika i novim reverb modulom, te je nakon Fender Super Reverb modela postao drugi najtraženiji blackface model. Fender Twin je nadograđen s dva 12" zvučnika i tako je postao legendarni blackface Twin Reverb. Fender Vibroverb u blackface izdanju je također dobio novi izgled, a i nešto drugačiji elektronički krug (AA763). Zatim, novi vibrata modul, i umjesto dvije desetke sada jedan 15" zvučnik. Proizvodnja Blackface Vibroverb modela pojačala prekinuta je krajem 1964. godine. 
| Karakteristike        | Karakteristike                         |
| --------------------- | -------------------------------------- |
| Cijevi u pojačalu     | dvije 6L6GC                            |
| Cijevi u pretpojačalu | dvije 7025                             |
| Dostupan              | kombo                                  |
| Efektivna snaga       | 40 W                                   |
| Efekti                | tremolo i vibrato - 12AT7              |
| Kanali                | 2 (normal i bright)                    |
| Pretvarač faza        | 12AT7                                  |
| Zvučnik               | 1 x 15", otpora 8 Ω, model Jensen C15N |
| Ispravljač            | GZ34                                   |

## Povijesne značajke
Zbog malog broja proizvedenih modela, a uveliko i zbog blues glazbenika Stevie Ray Vaughana koji je promovirao njegovo korištenje, Vibroverb model postao je traženi model pojačala mnogih kolekcionara. Ovaj vrsni glazbenik je u kasnim '70-im, odnosno početkom '80-te imao dva blackface modela '64, a koristio je i model Vibroverb koji mu je prilagodio gitarista i stručnjak za tehničku izradu pojačala Cesar Diaz.

## Ponovljena izdanja

#### Fernder Vibroverb '63 (1990. – 1995.)
Kako je tržišna potražnja za cijevnim modelima pojačala porasla, Fender je 1990. godine proizveo nekoliko reizdanja modela počevši s tvid verzijom Bassman '59 pojačala, zatim verzijom brownface Fender Reverb Unit (model s reverb jedinicom) i Vibroverb modela iz 1963. godine. Da bi postigao izgled i reprodukciju tona što istovjetnije izvornom modelu Fender je uložio veliki napor u konstrukciju i dizajn novih modela. Tako je zbog nadogradnje reverb modula u novim reizdanjima primjetno postojanje toplijeg reverb zvuka, a ugrađen je i novi vibrata sklop u brownface Vibroverb modelu. Od kozmetičkih promjena vidljiva je uporaba smeđe toleks tkanine što je bilo standardno i na modelima iz '63. godine. Neki od poznatijih glazbenika koji su koristili ova reizdanja modela pojačala su: Richard Thompson i Jeff Buckley.

#### Fender Vibroverb Custom '64 (2003. – 2008.)
U želji za trajnim kontinuitetom na sjećanje i popularnost glazbenika Stevie Ray Vaughana (koji je koristio i promovirao Vibroverb model), Fender je u cilju ponovnog stvaranja modificiranog blackface Vibroverb '64 modela 2001. godine započeo suradnju s Cesarom Diaz. Zadatak je bio proizvesti model pojačala kakvog je koristio Vaughan tijekom svoje glazbene karijere. Novi model imao je nekoliko novih dopuna: sklopku na stražnjoj strani koja omogućava odabir (originalno cijevi ili tranzistor) moda, prekidač za uporabu normal ili vibrata kanala, i 1 x 15" zvučnik. Novi Fender Vibroverb Custom predstavljen je početkom 2003. godine.

## Vanjske poveznice
- [neaktivna poveznica]
- "Cesar Diaz" glazbeni proizvodi  Arhivirana inačica izvorne stranice od 23. prosinca 2011. (Wayback Machine)